# Claude Buffier
Claude Buffier, genannt Pater Buffier (frz. Père Buffier, * 25. Mai 1661; † 17. Mai 1737 in Paris) war ein in Polen in einer französischen Familie geborener französischer Philosoph, Historiker und Jesuit.
Unter dem Titel Cours de sciences sur des principes nouveaux et simples (1732, in-folio) hat er vereint: eine Grammaire française, die Traités d’Eloquence et de Poésie, einen Traité des premières vérités, die Principes du raisonnement, Eléments de Métaphysique und einen Discours sur l’étude et la méthode des sciences. Von ihm stammt auch die Pratique de la mémoire artificielle (1701). Er arbeitete lange an der Redaktion  des Journal de Trévoux und des Dictionnaire de Trévoux mit. Das am meisten geschätzte seiner Werke ist der Traité des premières vérités.